# 国松
株式会社国松（くにまつ）は、千葉県千葉市（現・中央区）道場南1-1-22に本社を置いていた主に医薬品・医療機器の卸売りを扱う企業である。メディセオの前身社の一つ。

## 概要
- 代表取締役社長　国松季彦
- 資本金　4,500万円

## 沿革
- 元禄8年　国松重左衛門が近江国より移り創業
- 7代目より「国松薬局」に商号変更
- 大正3年1月　小池敬三郎が国松薬局から独立し「小池薬店」創業
- 昭和28年7月 - 資本金1,000万円で「株式会社国松」を設立。
- 昭和44年8月「小池薬店株式会社」から「コイケ薬品株式会社」へ商号変更

## 営業所
千葉市・佐原市・柏市・夷隅郡

## 主な取引メーカー
- 武田薬品工業
- 三共
- 明治製菓

## 関連会社
- 安室国松薬局
- 国松防除サービス
- 中央国松薬局
- 花見川国松薬局